# Campionati europei di atletica leggera 2014 - Salto in alto femminile
Il salto in alto femminile si tenne il 15 e 17 agosto 2014.

## Risultati

### Qualificazioni
In finale chi supera 1,94 m o rientra tra i primi 12.
| Pos | Gruppo | Nome                       | Nazione       | 1.70 | 1.75 | 1.80 | 1.85 | 1.89 | Mis  | Note |
| --- | ------ | -------------------------- | ------------- | ---- | ---- | ---- | ---- | ---- | ---- | ---- |
| 1   | A      | Ruth Beitia                | Spagna        | –    | –    | o    | o    | o    | 1.89 | q    |
| 1   | B      | Marie-Laurence Jungfleisch | Germania      | –    | o    | o    | o    | o    | 1.89 | q    |
| 1   | B      | Airinė Palšytė             | Lituania      | –    | o    | o    | o    | o    | 1.89 | q    |
| 4   | B      | Alessia Trost              | Italia        | –    | o    | xo   | xo   | o    | 1.89 | q    |
| 5   | A      | Mariya Kuchina             | Russia        | –    | –    | o    | o    | xo   | 1.89 | q    |
| 5   | A      | Kamila Lićwinko            | Polonia       | –    | –    | o    | o    | xo   | 1.89 | q    |
| 7   | A      | Emma Green                 | Svezia        | –    | –    | o    | o    | xxo  | 1.89 | q    |
| 7   | B      | Justyna Kasprzycka         | Polonia       | –    | o    | o    | o    | xxo  | 1.89 | q    |
| 9   | A      | Ana Šimić                  | Croazia       | –    | –    | o    | xo   | xxo  | 1.89 | q    |
| 9   | B      | Tonje Angelsen             | Norvegia      | –    | xxo  | o    | xxo  | xxo  | 1.89 | q    |
| 11  | A      | Eleriin Haas               | Estonia       | –    | o    | o    | o    | xxx  | 1.85 | q    |
| 11  | A      | Ma'ayan Shahaf             | Israele       | o    | o    | o    | o    | xxx  | 1.85 | q    |
| 11  | B      | Oksana Okuneva             | Ucraina       | –    | o    | o    | o    | xxx  | 1.85 | q    |
| 11  | B      | Daniela Stanciu            | Romania       | –    | o    | o    | o    | xxx  | 1.85 | q    |
| 11  | B      | Grete Udras                | Estonia       | –    | o    | o    | o    | xxx  | 1.85 | q    |
| 16  | A      | Venelina Veneva-Mateeva    | Bulgaria      | –    | o    | xo   | o    | xxx  | 1.85 |      |
| 17  | A      | Morgan Lake                | Gran Bretagna | –    | o    | o    | xo   | xxx  | 1.85 |      |
| 17  | A      | Barbara Szabó              | Ungheria      | –    | o    | o    | xo   | xxx  | 1.85 |      |
| 17  | B      | Mirela Demireva            | Bulgaria      | –    | o    | o    | xo   | xxx  | 1.85 |      |
| 20  | B      | Iryna Heraščenko           | Ucraina       | –    | o    | o    | xxo  | xxx  | 1.85 |      |
| 21  | A      | Iryna Kovalenko            | Ucraina       | –    | o    | o    | xxx  |      | 1.80 |      |
| 22  | A      | Burcu Yüksel               | Turchia       | o    | o    | xxx  |      |      | 1.75 |      |
|     | B      | Blanka Vlašić              | Croazia       |      |      |      |      |      | DNS  |      |

### Finale
| Pos | Nome                       | Nazione  | 1.85 | 1.90 | 1.94 | 1.97 | 1.99 | 2.01 | 2.03 | Misura | Note |
| --- | -------------------------- | -------- | ---- | ---- | ---- | ---- | ---- | ---- | ---- | ------ | ---- |
| 1   | Ruth Beitia                | Spagna   | o    | xo   | o    | o    | xo   | o    | xxx  | 2.01   | =WL  |
| 2   | Mariya Kuchina             | Russia   | o    | o    | o    | o    | o    | xxx  |      | 1.99   |      |
| 3   | Ana Šimić                  | Croazia  | o    | o    | o    | xo   | o    | xxx  |      | 1.99   | PB   |
| 4   | Justyna Kasprzycka         | Polonia  | xo   | o    | o    | xo   | o    | xxx  |      | 1.99   | =NR  |
| 5   | Marie-Laurence Jungfleisch | Germania | o    | o    | xo   | o    | xxx  |      |      | 1.97   | PB   |
| 6   | Oksana Okuneva             | Ucraina  | o    | o    | o    | xxx  |      |      |      | 1.94   |      |
| 7   | Eleriin Haas               | Estonia  | o    | o    | xo   | xxx  |      |      |      | 1.94   | NUR  |
| 8   | Daniela Stanciu            | Romania  | o    | o    | xxo  | xxx  |      |      |      | 1.94   | PB   |
| 9   | Tonje Angelsen             | Norvegia | o    | o    | xxx  |      |      |      |      | 1.90   |      |
| 9   | Emma Green                 | Svezia   | o    | o    | xxx  |      |      |      |      | 1.90   |      |
| 9   | Kamila Lićwinko            | Polonia  | o    | o    | xxx  |      |      |      |      | 1.90   |      |
| 9   | Alessia Trost              | Italia   | o    | o    | xxx  |      |      |      |      | 1.90   | =SB  |
| 13  | Airinė Palšytė             | Lituania | xo   | o    | xx–  | x    |      |      |      | 1.90   |      |
| 14  | Ma'ayan Shahaf             | Israele  | o    | xxx  |      |      |      |      |      | 1.85   |      |
| 14  | Grete Udras                | Estonia  | o    | xxx  |      |      |      |      |      | 1.85   | =SB  |